# カリーナ・モレノ
カリーナ・リズベート・モレノ（Carina Lisbeth Moreno、1981年10月9日 - ）は、アメリカ合衆国の女子プロボクサー。元WBC女子世界ライトフライ級暫定王者。元WBC女子世界ミニマム級王者。元WBA女子世界フライ級王者。世界3階級制覇王者。カリフォルニア州ワトソンビル出身。

## 来歴
2001年10月、ペンシルベニア州スクラントンで開催された世界女子選手権ライトフライ級（48 kg）に出場し、銅メダルを獲得した。
2003年7月3日、カリフォルニア州モントレーのハイアット・リージェンシー・モントレーでセシリア・バラッザとプロデビュー戦を行い、3-0（3者とも40-36）の判定勝ちを収めデビュー戦を白星で飾った。
2003年9月25日、カリフォルニア州サンノゼのHPパビリオンでブリトニー・コナンと対戦し、プロ初のKO勝ちとなる初回20秒TKO勝ちを収めた。
2004年6月12日、カリフォルニア州サンノゼのサンノゼ州立大学構内にあるイベント・センター・アリーナでステファニー・ダブスと対戦し、3-0（3者とも60-53）の判定勝ちを収めた。 
2006年1月21日、ルイジアナ州キンダーのクーシャッタ・カジノ・リゾートでウェンディ・ロドリゲスとIBA女子世界フライ級王座決定戦を行い、プロ初黒星となる0-3（55-59、56-58、58-56）の6回負傷判定負けを喫し王座獲得に失敗した。
2006年7月20日、カリフォルニア州レモーのタチ・パレス・ホテル&カジノでステファニー・ダブスとNABF女子北米ライトフライ級王座決定戦を行い、3-0（3者とも80-72）の判定勝ちを収め王座獲得に成功した。
2007年2月22日、カリフォルニア州レモーのタチ・パレス・ホテル&カジノでスザンナ・ワーナーとWBC女子世界ライトフライ級暫定王座決定戦を行い、3-0（3者とも100-90）の判定勝ちを収め王座獲得に成功した。
2007年5月17日、タチ・パレス・ホテル&カジノでWBC女子世界ミニマム級王者菊地奈々子と対戦し、3-0（3者とも100-90）の判定勝ちを収め2階級制覇を果たした。この試合後、菊地は修行のためモレノの所属ジムに出向いた。
2007年9月27日、カリフォルニア州レモーのタチ・パレス・ホテル&カジノでホリー・ダナウェイと対戦し、3-0（3者とも100-90)の判定勝ちを収め初防衛に成功した。
2007年12月26日、タチ・パレス・ホテル&カジノでスザンナ・ワーナーと対戦し、3-0（2者が100-90、99-91）の判定勝ちを収め2度目の防衛に成功した。
2008年6月13日、ニューメキシコ州アルバカーキのイスレタ・カジノ&リゾートでアイリーン・オルシェウスキーとIBA女子世界ライトフライ級王座決定戦を行い、3-0（2者が100-90、97-93）の判定勝ちを収め王座獲得に成功した。
2008年8月21日、タチ・パレス・ホテル&カジノでヤハイラ・マルティネスとWIBA世界ミニマム級王座決定戦を行い、3-0（100-90、2者が97-93）の判定勝ちを収め王座獲得に成功した。 
2008年10月23日、タチ・パレス・ホテル&カジノでジョディ・エスキベルと対戦し、9回1分36秒TKO勝ちを収めWBC王座は3度目、WIBA王座初防衛に成功した。
2009年10月31日、メキシコメヒコ州トルーカでアナベル・オルティスと対戦し、0-3（3者とも94-96）の判定負けを喫しWBC王座は4度目の防衛に失敗し王座から陥落した。同日、WIBA王座も剥奪された。
2011年1月29日、アルゼンチンブエノスアイレス州モンテ・エルモソのポリデポルティーボ・ムニシパルでWBA・WBO女子世界ライトフライ級王者ジェシカ・ボップと対戦し、0-3（91-100、91-99、92-98）の判定負けを喫しWBA王座獲得、WBO王座獲得に失敗した。 
2012年9月22日、グアナフアト州コルタサルのウニダ・デポルティーバ・ノルテでWBF女子世界フライ級王者イルマ・サンチェスと対戦し、0-3（94-96、2者が93-97）の判定負けを喫し王座獲得に失敗した。
2012年12月1日、デュッセルドルフのブルク・ヴェヒター・カステロでWBA女子世界フライ級王者スージー・ケンティキアンと対戦し、2-1（2者が96-94、93-97）の判定勝ちを収め3階級制覇を果たした。 
2013年7月6日、ドルトムントのヴェストファーレンハーレンで暫定王者のスージー・ケンティキアンと王座統一戦を行い、0-3（94-96、2者が93-97）の判定負けを喫し王座統一に失敗、7ヵ月保持していた王座から陥落した。

## 戦績
- 29戦23勝（6KO）6敗

## 獲得タイトル
- NABF女子北米ライトフライ級王座
- WBC女子世界ライトフライ級暫定王座
- 第2代WBC女子世界ストロー級王座
- 第2代WIBA世界ミニフライ級王座
- IBA女子世界ライトフライ級王座
- 第2代WBA女子世界フライ級王座